# Бронина, Евдокия Гавриловна
Евдокия Гавриловна Бронина (1787—1862) — русская писательница.

## Биография
Евдокия Скачкова родилась в 1787 году в городе Москве; была дочерью известного в истории раскола настоятеля Покровской часовни Монинского беспоповщинского согласия в Москве, Гавриила Илларионович Скачкова, и женой иконописца, московского купца Захария Фёдоровича Бронина, писавшего иконы как для Покровской часовни, так и на продажу; тому же Бронину принадлежит «Письмо Захара Федорова Бронина о церковном мире» изданное в 1869 году в «Чтениях в Императорском Обществе истории и древностей Российских» (книга III, стр. 109). 
Долгое время Е. Г. Бронина была прихожанкою Монинской молельни, а в 1843 году перешла в единоверие. 
Евдокия Гавриловна Бронина интересна по редкому в расколе образованию и серьезному знанию классических языков, главным образом, греческого, а также богословия. Она написала ряд статей против раскола, особенно против Преображенского кладбища; в этих статьях раскрыто много тайн старообрядческого быта. 
Брониной принадлежит также книга, состоящая из опровержения разных раскольничьих толков, под заглавием: «Повесть о обращении от согласия поморцев к святой соборной апостольской церкви московского купца Захария Федоровича Бронина, художеством иконописца; писано 1833 г., месяца ноября» (Москва, 1843 год).
Евдокия Гавриловна Бронина умерла в 1862 году.